# Ak'tenamit
Ak'Tenamit, que en el idioma Q'eqchi ' significa "Pueblo Nuevo", es un proyecto de desarrollo en el este de Guatemala en el río Dulce, la  asociación Ak’ Tenamit es una organización maya fundada en 1991 para enfrentar las necesidades de las comunidades indígenas alrededor de dicho río en el departamento de Izabal, en el este de Guatemala. El proyecto incluye una escuela, una clínica de salud y desarrollo comunitario y de género. Su contraparte en los Estados Unidos es el brazo de recaudación de fondos, The Guatemalan Tomorrow Fund, Inc. El proyecto fue establecido en 1991 por Steve Dudenhoefer, quien continúa como Asesor Técnico. La clínica de atención médica trata entre siete y ocho mil pacientes por año, mientras que la escuela incluye los grados 7 a 12. En 2009 hay 600 estudiantes inscritos en el programa. Dentro de las temáticas incluidas se destaca la agricultura, educación, mujeres, desarrollo económico, salud y medicina.